# Реки Таджикистана
Реки Таджикистана — в силу горной местности, в основном, скоротечные порожистые и не судоходные. Исключением являются реки Сырдарья и Вахш, где сооружены Фархадское, Кайраккумское и водохранилище Головной ГЭС и искусственные «моря», обеспечивающие нормальный режим работы турбин, а также способствующие орошению, водоснабжению и развитию судоходства.
Природа наделила республику обильными ледниковыми источниками питания и обусловила развитие речной сети. В целом протяжённость рек, имеющих длину более 10 километров, превышает 28 657 км.
Всего на территории Таджикистана находятся около 947 рек и временных водотоков (по другим источникам около 1000), которые входят в крупнейшие в Средней Азии Амударьинский и Сырдарьинский бассейны. Самые крупные из них — Амударья, Вахш, Пяндж и Зеравшан берут начало в горах Таджикистана.
В верховьях течение бурное, спускаясь на равнины, становится средним. Потенциальная мощность всех рек составляет более 32 млн кВт/ч.

## Общее описание
Речная сеть республики делится на три системы Алайско-Туркестанской горной цепью и Гиссарским хребтом: на севере — Сырдарьинская, в центре — Зеравшанская и Амударьинская — на юге. На Восточном Памире имеются бессточные котловины с озерами Шоркуль и Каракуль, а также рекой Маркансу, уходящей в Китай и являющейся притоком реки Кызылсу.
Часть площади страны (9,2 %) располагается севернее Туркестанского хребта в бассейне Сырдарьи, а территория, находящаяся к югу от хребта — в бассейне Амударьи. Вдоль южной границы Таджикистана протекает река Пяндж, являющаяся верховьем Амударьи. Начало берет из памирского озера Зоркуль и до впадения с афганской стороны левого притока Вахандарьи именуется Памир. С востока на запад с правой стороны в реку Пяндж впадают реки Гунт с притоком Шахдара, Бартанг с притоком Гудара, Язгулем, Ванч, Кызылсу с притоком Яхсу, Вахш с притоком Обихингоу.
Ниже по течению в месте слияния Вахша с Пянджем река получает название Амударья, в которую впадает река Кафирниган. Верховья Амударьи и Зеравшана территориально относятся к Таджикистану, а также незначительная средняя часть Сырдарьи и притоки этих трёх рек. В пределах республики воды крупных многоводных рек частично используются для орошения плодородных земель.
Так как 93 % территории страны занимают горы, большинство рек отличаются очень крутым падением, достигающим нескольких метров на километр, а в некоторых местах оно составляет десятки и даже сотни метров на километр. На Восточном Памире они стекают с высот 5000-4000 м на равнины, расположенные на отметках 3000-3500 м — до 1200—1500 м, в северной, центральной и южной частях Таджикистана — с 2000-3000 м — до 300—150 м.
Благодаря многоводности рек и крутым падениям Таджикистан обладает колоссальными запасами водной энергии, составляющими около половины запасов гидроэнергии всей Средней Азии. Твердость горных пород благоприятствует созданию водохранилищ и гидроэлектростанций.
В Таджикистане реки имеют четыре типа питания: ледниково-снеговое, снегово-ледниковое, снегово-дождевое и снеговое. Реки ледниково-снегового питания берут начало высоко в горах, где непрерывно накапливаются ледники и снега. На Памиро-Дарвазской возвышенности, покрытой ледниками, находятся истоки главных притоков Амударьи — Вахша и Пянджа, а из ледников и снежников центрального горного массива вытекают Зеравшан и некоторые левые притоки Сырдарьи.
Наибольший сток на реках снегово-ледникового питания приходится на май и июнь месяцы. К этому типу относятся реки Кафирниган, Варзоб, Ханака, Каратагдарья, Шеркент и Сангикар.
Наибольший сток на реках снегово-дождевого питания имеют в марте-мае. Паводки здесь носят селевой характер. К этому типу рек относятся Кызылсу, Яхсу.
Наибольший сток на реках снегового питания приходится на апрель и май. К этому типу рек относятся малые притоки в среднем и нижнем течении Варзоба, Кафирнигана, Иляка, Лучоба. Представителем этого типа питания является река Гурке — правый приток Варзоба.
Кроме рек, описаных по типу питания, в стране имеются небольшие речки, образованные родниками. В некоторых районах — у подножий Кураминского и Туркестанского хребтов, в горах между Гиссарской и Вахшской долинами, в долинах рек Яхсу, Кызылсу и Бешкентской, — водами родниковых речек орошаются сотни гектаров посевов.
Наибольший сток воды приходится на период преимущественного таяния снегов и ледников — июль и август. К этому типу относятся реки Вахш, Обихингоу, Гунт, Шахдара, Бартанг, Язгулем, Ванч, Зеравшан, Фандарья, Ягноб, Искандердарья, Кштут, Могиендарья, Исфара и Сырдарья.

## Ирригация
Реки страны имеют огромное хозяйственное значение, и тип питания позволяет сделать заключение об оросительных возможностях рек. Для орошения земель в условиях Таджикистана в связи с отсутствием осадков в летний период наиболее целесообразно в первую очередь использовать реки ледниково-снегового питания, затем — снегово-дождевого питания, снегового и в конце — реки снегово-дождевого питания, запас воды в которых в июле-сентябре составляет всего от 13 до 0 процентов годового, то есть в этих реках воды остаётся мало, и даже возможно их пересыхание в жаркий период, в то время, когда орошаемое земледелие требует наибольшего количества воды.
Водность всех рек в холодное время года сокращается в несколько раз и они начинают сильно мелеть. Весной и летом реки становятся полноводными и благоприятствуют искусственному орошению. Так как в Таджикистане паводки протекают быстро и бурно, а для рек ледникового питания их обычно два: весенний при таянии снега и выпадении дождей и летний, вызываемый талыми ледниковыми водами и водами вечных снегов, приходится сооружать водохранилища для регулирования стока в ирригационных целях.
Общий сток рек, протекающих рек по территории Таджикистана, составляет 65,11 км³. Из этого объёма в пределах страны формируется около 52 км³, из которого используется приблизительно 11 км³, а оставшаяся часть полностью используется Узбекистаном, Киргизией, Казахстаном и Туркменией). На территории республики приблизительно формируется 50 % общегодового стока Аральского моря. Ежегодно с мая по август наблюдается половодье рек, и в этот период воды рек обладают наибольшей мутностью.
В летний период на полив сельскохозяйственных культур полностью разбираются 15 рек. Таджикистан занимает второе место (после России) среди стран бывшего Советского Союза по количеству запасов водных ресурсов. Водообеспеченность республики — самая высокая среди центральноазиатских стран.

## Энергетика
Потенциальная гидроэнергетическая мощность только крупных и средних рек страны составляет 283 млрд кВт.ч. электроэнергии ежегодно, или 54,3 % потенциально возможной выработки электроэнергии всей Центральной Азии.
Запасы энергии в реках Таджикистана очень велики. Огромной энергией обладают реки Вахш и Пяндж. Для гидроэнергетиков интерес представляют и небольшие реки, вытекающие из озер. Выделяются среди них Искандердарья, Бартанг и Гунт. В прошлом, долины на котором протекают эти реки были перегорожены мощными горными обвалами и в результате этих естественных плотин, возникли значительные озера.
Одна из крупнейших гидроэлектростанций — Нурекская ГЭС построена на реке Вахш. Ее плотина известна как самая высокая в мире — более 300 метров. В общем гидроэлектростанции Варзобская, Кайраккумская, Головная, Нурекская и Байпазинская составляют основу энергетики страны.
- Нурекская ГЭС
- Сангтудинская ГЭС-1
- Сангтудинская ГЭС-2

## Список и характеристика рек
| Река          | Длина, км | Площадь бассейна км² | Расход воды м³/с | Устье                  |
| ------------- | --------- | -------------------- | ---------------- | ---------------------- |
| Сырдарья*     | 2212      | 219 000              | 703              | Малое Аральское море   |
| Амударья*     | 1415      | 309 000              | 2 000            | Большое Аральское море |
| Пяндж*        | 921       | 114 000              | 1000             | Амударья               |
| Зеравшан*     | 877       | 41 860               | 162              | Разделение на рукава   |
| Бартанг*      | 528       | 24 700               | 128              | Пяндж                  |
| Вахш          | 524       | 39 100               | 156              | Амударья               |
| Кафирниган    | 387       | 11 600               | -                | Амударья               |
| Ягноб         | 114       | 1660                 | 32.2             | Зеравшан 1             |
| Иляк          | 97        | 829                  | -                | Кафирниган             |
| Варзоб        | 71        | 1740                 | -                | Кафирниган             |
| Могиендарья   | 68        | 1100                 | -                | Зеравшан               |
| Зидды         | 25        | -                    | 7,9              | Варзоб                 |
| Фандарья      | 24        | 3230                 | 62,6             | Зеравшан               |
| Искандердарья | 20        | 950                  | 19               | Фандарья               |
| Шинг          | -         | -                    | -                | Могиендарья            |
| Кштут         | -         | -                    | -                | Зеравшан               |
| Каратагдарья  | -         | -                    | -                | Кафирниган             |
| Ханакадарья   | -         | -                    | -                | Кафирниган             |

* Трансграничные реки.